# Округа департамента Морбиан
Во французский департамент Морбиан входят 3 округа:
- Лорьян (Lorient), состоящий из 15 кантонов и 60 коммун. Численность населения округа на 1999 год составляла 281.621 человек
- Понтиви (Pontivy), состоящий из 10 кантонов и 78 коммун. Численность населения округа на 1999 год составляла 114.237 человек
- Ванн (Vannes), состоящий из 17 кантонов и 123 коммун. Численность населения округа на 1999 год составляла 248.015 человек.